# فهرست آثار تاریخی خوزستان
فهرست میراث فرهنگی، گردشگری و دیدنی‌های دوران جنگ به تفکیک شهرستان

## شهرستان لالی
- غار پیش از تاریخ پیده
- ثپه پیش از تاریخ سومری
- قلعه تاریخی اره ته (هره تی)
- پایه پلهای ساسانی
- محوطه تاریخی نقش جهان
- تپه باستانی نقش جهان
- بقعه شاه ابوالقاسم
- چهار طاقی تنبل
- قلعه میدان
- قلعه صلواتی
- بقعه خذر زنده
- بنه وار
- ایران شهر
- طاق محمد قلی خان اسیوند
- ابشارهای ارپنا
- منطقه گردشگری تراز
- منطقه گردشگری چم سور
- پل کابلی لالی
- منطقه تفریحی و بقعه بابا روزبهان
- منطقه گردشگری بنه میر
- رودخانه تراز
- رودخانه تلوک
- رودخانه شور
- حوضه‌های ایگیر سد گتوند

## شهرستان آبادان
- یادمان شهید تندگویان
- یادمان والفجر هشت (اروندکنار)
- قدمگاه خضر نبی (ع)

شهر آبادان
- آرامگاه سید احمد
- آرامگاه سید محمد ابوتامه
- بازار ته لنجی‌ها
- بازار ماهی فروشان
- برج آب شماره یک
- برج آب شماره دو
- بقایای سینما رکس
- بندر و اسکله‌ها
- پالایشگاه آبادان
- خانه بچاری
- قبرستان انگلیسی‌ها
- کلیسا ارامنه
- مجموعه ساختمانهای آنکس
- مدرسه مهرگان
- مسجد رنگونی‌ها
- منازل محله بریم
- موزه آبادان
- عکاسخانه ژرژ یونانی

## شهرستان اندیکا
- آرامگاه بابا احمد
- آرامگاه شاه قطب الدین
- محوطه چنگا
- محوطه چال دیره
- محوطه ده کیدیده

## شهرستان اندیمشک
- آرامگاه شاهزاده احمد در مازو
- بقایای شهر باستانی لوور
- بقایای شهر عیلامی زعفران
- پای پل
- پل صیحه (آباره عباس خان)
- تپه باستانی طولایی
- سد و دریاچه کرخه
- قلعه توران
- قلعه زره
- قلعه صالح آباد
- یادمان دوکوهه (دفاع مقدس)

## شهرستان اهواز
- پارک جنگلی گمبوعه (جاده سوسنگرد)
- تالاب بامدژ (جاده شوش)
- گورستان باستانی زرتشتیان

شهر اهواز
- آرامگاه علی بن مهزیار اهوازی
- بیمارستان امام خمینی (جندیشاپور)
- پارک جنگلی شهروند
- پارکها و بلوارهای ساحلی
- پل سیاه
- پل سفید (پل معلق)
- خانه قدیمی ماپار
- خانه قدیمی معین التجار
- دانشسرای مقدماتی پسران
- دانشکده سه گوش
- کاروانسرای معین التجار
- منازل بانک ملی
- هتل قو

## شهرستان ایذه
- تالاب میانگران
- خنگ اژدر
- روستای باستانی شمی
- سد و دریاچه کارون سه
- عمارت طاق طویله
- قلعه کژدم
- نقش برجسته شهسوار
- نقش برجسته کول فرح
- نقش برجسته کهباد
- نقش برجسته کمالوند
- نقش برجسته یار علی وند

شهر ایذه
- اشکفت سلمان

## شهرستان باغملک
- امامزاده ابراهیم
- پل ساسانی
- قلعه تل
- کاروانسرای ارغوانی
- محوطه باستانی منجنیق (نهر اربق)
- منطقه سیاحتی مال آقا
- امامزاده عبدالله (ع) واقع در کوه‌های منگشت

## شهرستان بهبهان
- پارک جنگلی تشان
- بقایای شهر باستانی ارجان
- کتیبه‌های تنگ تکاب
- زیارتگاه امام رضا (ع)
- تپه باستانی خندق
- پل امام رضا (ع)
- پل خیرآباد
- پل دیلمان
- پل کسری

شهر بهبهان
- آرامگاه بشیر و نذیر
- امامزاده حیدر
- قلعه مدرسه
- کاروانسرای دژ مهتابی
- مدرسه خیرآباد
- مسجد جامع اتابکان
- موزه بهبهان

شهر تشان
- آتشکده ی تشان
- غار آبی تاریخی تشان
- کلیسای تاریخی نستوری تشان
- آسیاب آبی آبلش
- قلعه ی خان پیرآباد

## شهرستان خرمشهر
- جزیره مینو
- کاخ فیلیه
- مناطق عملیاتی کربلای پنج و بیت‌المقدس
- یادمان شرق کارون
- یادمان شهدای بهبهان
- یادمان شهدای رمضان
- یادمان شهدای شلمچه
- مسجد ولیعصر (خرمشهر)

شهر خرمشهر
- بازار ماهی فروشان
- بندر و گمرک خرمشهر
- پل جدید خرمشهر
- پل قدیم خرمشهر
- مسجد جامع خرمشهر
- موزه و یادمان دفاع مقدس خرمشهر
- ساختمان هلال احمر

## شهرستان دزفول
- رود بند
- آرامگاه یعقوب لیث صفاری
- تپه باستانی چغامیش
- پارک ملی و منطقه حفاظت شده دز
- آسیاب‌های آبی دزفول
- پل قدیم دزفول
- بازار قدیم دزفول
- بقعه سید محمود
- محله و بقعه شاه رکن الدین
- خانه تیزنو
- خانه سوزنگر
- مسجد جامع دزفول
- مسجد سیاهپوشان
- مسجد کجبافان (مزار سرباز گمنام امام زمان و مولا محمد علی جولای دزفولی)
- دریاچه شهیون (سد دز)
- مسجد دروازه قلعه
- بقعه علی مالک
- بقعه سید صبور
- دانشگاه جندی شاپور
- حرم محمد ابن موسی کاظم (سبزقبا)

## شهرستان دشت آزادگان
- آثار باستانی ام دبس
- پل سابله
- تالاب هور العظیم
- تپه‌های باستانی الله اکبر
- قدمگاه خضر نبی (ع)
- قدمگاه زین العابدین (ع)
- قدمگاه صاحب الزمان (عج)
- منطقه حفاظت شده کرخه
- یادمان شهدای چذابه
- یادمان شهید آوینی
- یادمان شهید چمران

## شهرستان رامهرمز
- آرامگاه علمدار (سید میر صالح)
- آرامگاه هرمز ساسانی

## شهرستان شادگان
- تالاب بین‌المللی شادگان

## شهرستان شوش
- ایوان کرخه
- محوطه باستانی هفت تپه
- معبد باستانی چغازنبیل
- قلعه شیخ فرحان
- قلعه شاه بندر
- تپه تاریخی دهنو
- میدان تاریخی شیخ خلف
- منطقه حفاظت شده شوش
- موزه هفت تپه
- یادمان فتح المبین (دفاع مقدس)

شهر شوش
- آرامگاه دانیال نبی (ع)
- آرامگاه دعبل خزاعی
- بقایای شهر باستانی پیشه وران
- بقایای شهر باستانی شاهی
- تپه باستانی آکروپل
- قلعه شوش
- کاخ آپادانا
- کاخ باستانی اردشیر دوم
- کاخ باستانی داریوش
- کاخ باستانی شائور
- موزه شوش

## شهرستان شوشتر
- شهر الیمائی دستوا
- بقایای شهر باستانی عسگر مکرم
- چشمه آب معدنی گراب

شهر شوشتر
- آرامگاه امامزاده عبدالله
- آرامگاه بَراء ابن مالک انصاری
- آرامگاه سید محمد گلابی
- آرامگاه شیخ شوشتری
- بند میزان
- پل بند شادروان
- پل بند لشکر
- تپه باستانی چُغا
- رودخانه دست کند گرگر
- تخت قیصر
- خانه قدیمی مرعشی
- خانه قدیمی مستوفی
- خانه قدیمی معین التجار
- سازه‌های آبی شوشتر
- عمارت کلاه فرنگی
- قلعه سلاسل
- دژ شاه حداد
- مسجد جامع شوشتر
- مقام صاحب الزمان (عج)
- کانال داریون

## شهرستان گتوند
- قلعه رستم (شیخ سلیمو)
- بقعه زیارتی محمدابن زید
- چغا تپه
- گچ سنگی
- آبشار پل پرزین
- کوه طبل خانه
- دره انار
- قدمگاه امیرالمؤمنین پل پرزین
- دژ عقیلی
- گچ سنگی
- دخمه ها(خرفخانه‌ها)
- کوه طبل خانه

## شهرستان ماهشهر
- بقایای عمارت تل کافران

## شهرستان مسجد سلیمان
- شهیدان
- برد نشانده
- بقایای شهر باستانی بنه‌وار
- تپه باستانی کلگه زری
- عباسپور
- مسجد سلیمان

## شهرستان هندیجان
- شهر باستانی آسک
- شهر باستانی مهرویان